# Caractérisation des déchets
Pour les articles homonymes, voir Caractérisation.

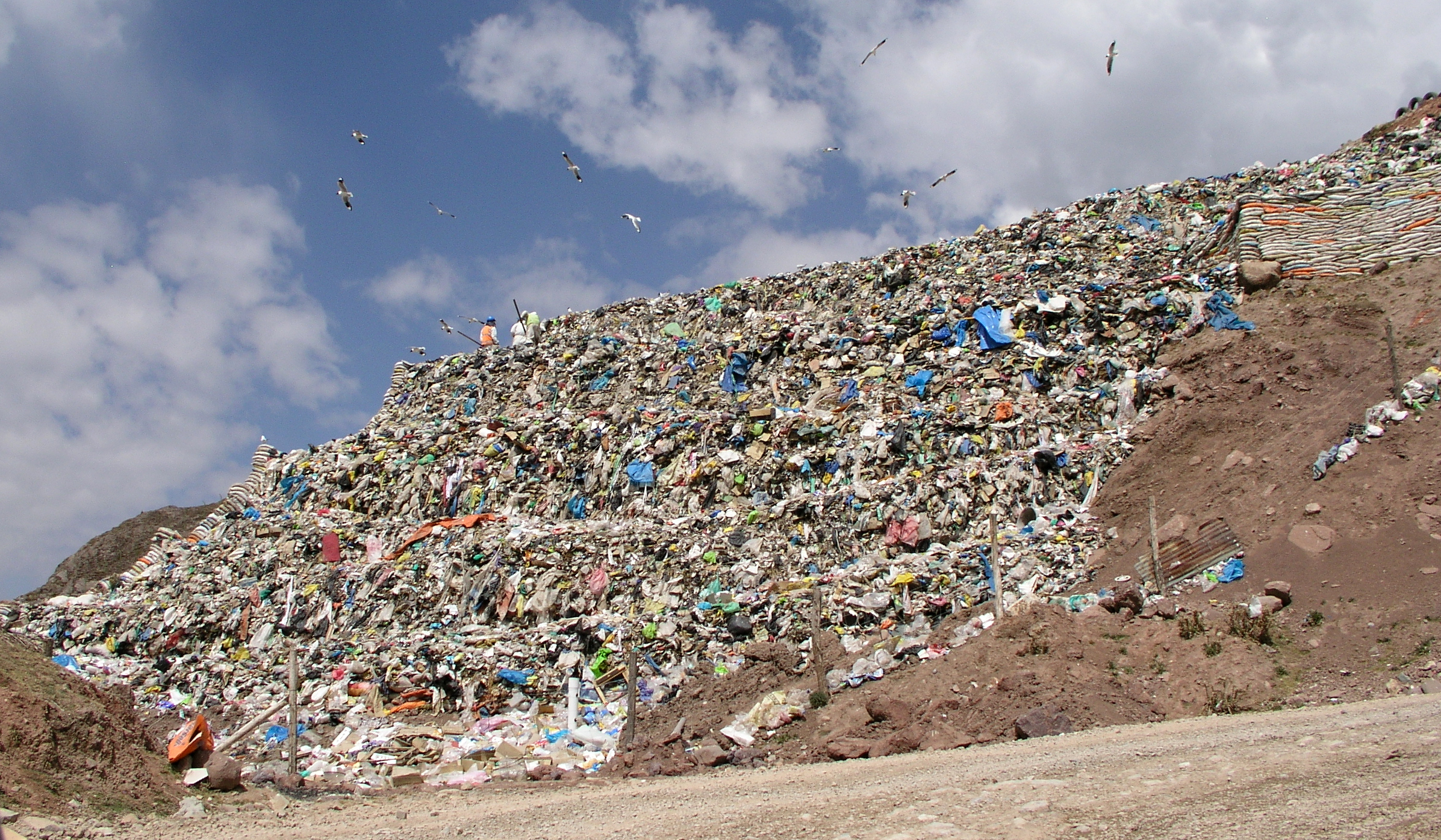
Décharge dans le district péruvien de Huayllay.

La caractérisation des déchets consiste, en rudologie, à établir pour un flux de déchets sa caractérisation, c'est-à-dire à établir la répartition en plusieurs fractions. Il s'agit d'une application au déchet de la caractérisation d'un matériau.

## Objectifs
Un flux de déchets, non caractérisé, ne peut bien souvent qu'être envoyé en décharge. En effet, un flux de déchets est un produit hétéroclite, hétérogène, constitué d'un mélange de produits d'origine diverses. Or, dans un contexte économique, politique ou écologique présentant une pression importante, la décharge peut devenir une solution insatisfaisante (manque de place, risques de pollutions, pénurie de matières premières, etc.).
Aussi, afin de pouvoir valoriser ce flux de déchets, il faut en évaluer le potentiel selon les différents types de valorisations possibles, principalement une valorisation matière ou une valorisation énergétique du gisement de déchets. Pour cela, on procède à sa caractérisation.
La finalité d'une caractérisation des déchets est de constituer un outil d'aide à la décision quant au devenir des flux de déchets, à la construction et, ou à l'adaptation des infrastructures de traitement, de valorisation et de stockage, et aux leviers politiques et financiers dont la mobilisation s'avère nécessaire pour gérer ces déchets.

## Méthodes
Il existe plusieurs méthodes de caractérisation des déchets. Toutes procèdent d'une manière avoisinante, à savoir échantillonnage et classement des différents types de déchets contenus dans l'échantillon en fractions. Une caractérisation de déchets peut se faire sur un flux de déchets ménagers ou sur un flux de déchets dangereux. Elle peut également se faire sur des flux d'origine non ou partiellement anthropique, comme les déchets d'inondation.
Parmi les méthodes de caractérisation des déchets ménagers, citons :
- le protocole ARGUS (Allemagne),
- le protocole IBGE (Belgique),
- le protocole EPA (Irlande),
- le MODECOM (MéthOde DE Caractérisation des Ordures Ménagères, France, sous le patronage de l'ADEME).

### MODECOM
Le MODECOM a été utilisé en France lors de deux campagnes de caractérisation des déchets au niveau national, en 1993 et 2007. En 2007, l'échantillonnage s'est fait sur cent communes. La caractérisation s'est faite sur les déchets produits par ces communes (collecte porte-à-porte, déchèteries et points de collecte volontaire), et les déchets, une fois séchés et criblés, ont été classés en treize catégories et trente-neuf sous-catégories de déchets :
1. déchets putrescibles,
2. papiers,
3. cartons,
4. composites,
5. textiles,
6. textiles sanitaires,
7. plastiques,
8. combustibles non classés,
9. verre,
10. métaux,
11. incombustibles non classés,
12. déchets dangereux,
13. éléments fins (< 20 mm).